# Thatcher (Arizona)
Thatcher és una població dels Estats Units a l'estat d'Arizona. Segons el cens del 2007 tenia 4.696 habitants.

## Demografia
Segons el cens del 2000, Thatcher tenia 4.022 habitants, 1.281 habitatges, i 927 famílies La densitat de població era de 355,4 habitants/km².
Dels 1.281 habitatges en un 36,3% hi vivien nens de menys de 18 anys, en un 59,3% hi vivien parelles casades, en un 9,9% dones solteres, i en un 27,6% no eren unitats familiars. En el 19,7% dels habitatges hi vivien persones soles el 10,5% de les quals corresponia a persones de 65 anys o més que vivien soles. El nombre mitjà de persones vivint en cada habitatge era de 2,94 i el nombre mitjà de persones que vivien en cada família era de 3,37.
Per edats la població es repartia de la següent manera: un 27,6% tenia menys de 18 anys, un 22,8% entre 18 i 24, un 18,9% entre 25 i 44, un 18,3% de 45 a 60 i un 12,4% 65 anys o més.
L'edat mediana era de 25 anys. Per cada 100 dones de 18 o més anys hi havia 83,5 homes.
Cap de les famílies estaven per davall del llindar de pobresa.

## Poblacions més properes
El següent diagrama mostra les poblacions més properes.